# Эрджан (аэропорт)
Аэропорт Эрджан (тур. Ercan Havalimanı; ИАТА: ECN, ИКАО: LCEN) — аэропорт на Кипре. Согласно административно-территориальному делению Республики Кипр, расположен на территории Республики Кипр. Фактически, аэропорт контролируется частично признанным государством Турецкая Республика Северного Кипра. В связи с тем, что аэропорт находится в непризнанном большей частью мирового сообщества государстве, он также не имеет официального статуса международного аэропорта и его коды IATA и ICAO не внесены в официально зарегистрированные списки.
Расположен к востоку от столицы Республики Кипр Никосии около деревни Тимву. Все самолёты, совершающие международные рейсы в и из аэропорта «Эрджан», должны совершать промежуточную посадку в одном из турецких аэропортов.

## История
Предшественник аэропорта Эрджан, аэропорт Тимву, был построен Великобританией, колонией которой Кипр тогда являлся, во время Второй мировой войны как военная авиабаза. После провозглашения независимости Кипра аэродром был заброшен. После провозглашения независимости Турецкой Республики Северного Кипра аэродром был расширен и перестроен, и на сегодняшний день он является крупнейшим гражданским аэропортом Северного Кипра.
В 2006 году правительство Турции подняло вопрос об организации прямого сообщения из главного порта Северного Кипра Фамагусты, и гражданского аэропорта «Эрджан».
В феврале 2015 года было объявлено о строительстве нового терминала. Новый терминал рассчитан на пассажиропоток 5 млн человек в год. Стоимость строительства 220 миллионов евро. Сдача объекта была запланирована на 2019 год. Строительство начала компания «Taşyapı İnşaat». Позднее стоимость строительства выросла до 300 миллионов евро, а возможности в пассажиропотоке составила 10 млн человек в год. Официальное открытие аэропорта неоднократно переносилось и по состоянию на конец 2022 года аэропорт хоть и построен, но так и не открыт. Владелец аэропорта объяснил это тем, что для открытия не хватает некоторого оборудования. Тем временим критики сомневаются в необходимости нового аэропорта, указывая, что старый аэропорт имеет возможности перевозить 4 млн человек в год, а пассажиропоток в 2022 году составил всего 870 тысяч человек. 
В июле 2023 года новый терминал был открыт. Помомо нового терминала также расширили взлетно-посадочную полосу для возможности приёма более крупных воздушных судов.

## Характеристики
Лётное поле старого аэропорта «Эрджан» имеет длину 2,5 километра, его перрон рассчитан на семь самолётов, а пассажиропоток на 4 млн человек в год и, несмотря на то, что взлётно-посадочная полоса достаточно длинная для посадки больших самолётов, она всё же недостаточна для их взлёта. После открытия нового аэропорта будет доступно новое лётное поле, перрон и терминал, что должно удвоить количество принимаемых самолётов.
После реконструкции в 2023 году длина новой взлетно-посадочной полосы составляет 3,1 километра.

## Авиакомпании и направления

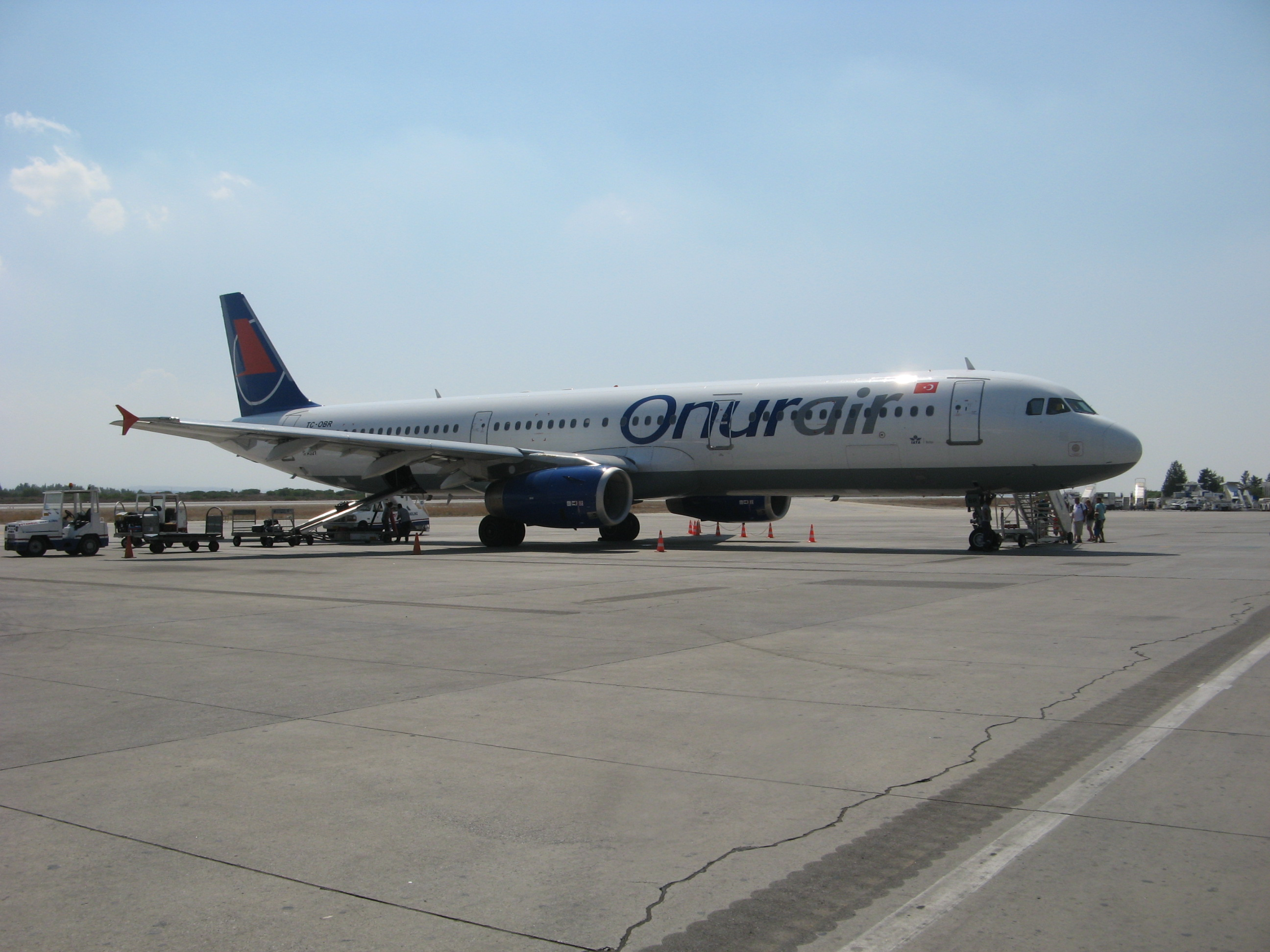
Airbus A321-200 Onur Air в аэропорту Эрджан